# رابرت مپل‌تورپ
رابرت مَپِل‌تورپ (انگلیسی: Robert Mapplethorpe، زاده ۴ نوامبر ۱۹۴۶–مرگ ۹ مارس ۱۹۸۹)؛ عکاس آمریکایی بود که به دلیل پرترههای دارای سبک خاص و ابعاد بزرگ‌اش و عکاسی از گل‌ها و مدل‌های برهنهٔ مردان معروف گردید.
دیدگاه بی‌پرده و دارای طبیعت شهوانی موجود در آثار دورهٔ میانه کاری او باعث شد که بحث‌هایی در مورد تأمین هزینهٔ این‌گونه آثار از هزینه‌های عمومی به وجود بیاید.

## زندگی
او در یک خانوادهٔ کاتولیک نیم‌انگلیسی-نیم‌ایرلندی، در محلهٔ فلورال پارک در لانگ‌آیلند نیویورک به دنیا آمد. او لیسانس هنرهای زیبایش را از مؤسسهٔ «پرات» در بروکلین دریافت کرد. در این مؤسسه او با استفاده از مواد مختلف آثاری را به وجود آورد. بلافاصله پس از فارغ‌التحصیلی اولین عکس‌هایش را با استفاده از یک دوربین پولاروید گرفت. در اواسط دههٔ هفتاد میلادی، او دوربینی خبری که می‌توانست عکس‌های آن را در ابعاد بزرگ چاپ کند، تهیه نمود و آغاز به عکاسی از محدودهٔ وسیعی از آشنایان خود کرد. در میان این آشنایان هنرمندان، موسیقیدانان، فعالین اجتماعی، ستاره‌های فیلم‌های هرزه‌نگاری و بازدیدکنندگان کلوب‌های جنسی زیرزمینی به چشم می‌خوردند. در طی دههٔ ۸۰ میلادی، آثار او به سمت زیبایی شکل‌گرایانه (فرمال) جهت‌گیری یافت. تلاش او در این دوران بر تصاویر برهنهٔ تندیس‌وار از مدل‌های مرد و زن، طبیعت بی‌جان و ظریف در تصاویری از گل‌ها و پرتره‌های رسمی و شکل‌گرا از هنرمندان و اشخاص مشهور، متمرکز بود.

## آثار
اکثر عکس‌های او در استودیوی شخصی‌اش گرفته شده‌اند. موضوعات معمولی که وی از آن‌ها عکاسی کرده‌است شامل پرتره‌هایی از افرادی که امروزه معروف هستند (مانند اندی وارهول، دبورا هری، ریچارد گر و پتی اسمیث)، موضوعات مربوط به سادیسم و مازوخیسم جنسی و تصاویری از مدل‌های برهنه (معمولاً دارای جذابیت همجنس‌گرایانه) است. یکی از معروفترین عکس‌های او تصویری از خودش است که او را در حالتی نشان می‌دهد که توسط منتقدین «تکان‌دهنده» و «غافلگیرکننده» نوصیف شده‌است. مسئله جالب این است که در حالی که بسیاری او را با عکس‌های نمای نزدیکی که از گل‌ها گرفته می‌شناسند یا پرتره‌های او را بخاطر می‌آورند، گروه دیگری هم هستند که تصاویر برهنه و عکاسی او از تندیس‌ها و مجسمه‌ها را بخاطر دارند. عکس‌برداری از مجسمه‌ها آخرین نوآوری عمدهٔ او بود و بسیاری این بحث را مطرح کرده‌اند که این مجموعه به نوعی شیوهٔ برخورد نمودن با عکس‌های برهنه‌ای که گرفته بود را توضیح می‌دهد. مپل ثورپ با نسخه‌های چاپ‌شدهٔ عکس‌هایش مانند نقاشی رفتار می‌کرد؛ به‌طوری‌که از روش‌های چاپ ویژه استفاده می‌کرد و عکس‌ها را در قاب‌های عجیب و غریب قرار می‌داد.
آثار مپل‌تورپ معمولاً به شکل نمایشگاه‌هایی با سرمایه‌گذاری عمومی (از سوی دولت) برگزار می‌شد. با وجود این، بسیاری از محافظه‌کاران و سازمان‌های مذهبی - مانند «انجمن آمریکایی خانواده» با حمایت از این نوع هنر مخالفت کردند و او در این میان تبدیل به یک «عامل جدال» بین دو جبههٔ متخاصم در مورد آیندهٔ «انجمن وقف به نفع هنرها» شد. نمایشگاهی که با عنوان «لحظهٔ کامل» در سال ۱۹۹۰ در شهر سینسیناتی برگزار شد (و هفت پرترهٔ سادومازوخیستی را هم شامل می‌شد) به تعقیب قانونی «مرکز هنرهای معاصر سینسیناتی» و مدیر آن «دنیس باری» به اتهام «پااندازی برای عرضهٔ وقاحت» انجامید. باری و مرکز هنرهای معاصر سینسیناتی متعاقباً تبرئه شدند. مباحثات سیاسی‌ای که آثار مپل‌ثورپ را احاطه کرده بود پس از این جریان فروکش کرد و انجام ارزیابی آرام‌تری در مورد کیفیت زیبایی‌شناسانهٔ آثار او را ممکن ساخت.
تمایل بنیادی‌ای که در آثار او به سمت کیفیت ساخت‌گرایانه وجود دارد، آثار او را از آثار سیاسی دیگری که در دههٔ ۷۰ و ۸۰ تولید شده‌اند و دقیقاً از همین مسئله اجتناب می‌کنند، متمایز می‌کند. با توجه به این دید خاص به ملاحظات زیبایی‌شناسانه، اثر هنرمندانهٔ آثار او ممکن است ماندنی‌تر از مباحث سیاسی آن‌ها باشد.
مپل‌تورپ در سن ۴۲ سالگی در سال ۱۹۸۹ به دلیل عوارض ایدز در شهر بوستون در ایالت ماساچوست بدرود حیات گفت